# 崔懿
崔懿，字世茂，中國十六國前燕人。博陵郡安平县（今河北省衡水市安平县）人，是博陵崔氏六房的共祖，以七姓十家之一知名於史冊。

## 禁婚家
唐朝顯慶四年，唐高宗下詔禁止包括隴西李寶、太原王瓊、滎陽鄭溫、范陽盧子遷、盧渾、盧輔、清河崔宗伯、崔元孫、前燕博陵崔懿、晉趙郡李楷等子孫後裔在內的七姓十家自己做主互相通婚。然而崔懿等家族不但沒有因此衰落，自稱「禁婚家」反而身價更高，高宗的禁令得到反效果。